# 7 Wonders Duel
7 Wonders Duel est un jeu de société de Antoine Bauza et Bruno Cathala sorti en 2015 et édité par Repos Production qui se situe dans l'univers de 7 Wonders. 

## Présentation
Les deux joueurs sont chacun à la tête d'une civilisation de l'Antiquité. Au cours de la partie, chaque joueur développe sa cité en construisant des bâtiments: pour cela les joueurs récupèrent  à tour de rôle des cartes disposées sur l'espace de jeu. En outre, il est possible de construire des merveilles qui confèrent différents bonus aux joueurs. Le jeu se déroule en trois manches - appelés âges - au cours desquels la distribution des cartes se fait à chaque fois d'une manière différente et via un paquet de cartes différent: les cartes sont en effet de plus en plus puissante au cours des âges. 
La victoire d'un joueur peut être obtenue de trois manières différentes :
- Supériorité militaire -Lorsque le pion conflit entre dans la case capitale de son adversaire
- Supériorité scientifique - Lorsqu'un joueur a collecté six des sept symboles scientifiques disponibles.
- Victoire civile - à la fin du troisième âge (et à condition qu'aucun joueur ne remplisse les critères de supériorité militaire ou scientifique avant), le joueur avec le plus de points de victoire a gagné. Ceux-ci sont attribués pour les cartes collectées, les merveilles construites, les progrès militaires et économiques ainsi que les pièces collectées.

## Extensions
| Année | Titre français            | Auteur                         | Commentaire |
| ----- | ------------------------- | ------------------------------ | --- |
| 2016  | 7 Wonders Duel : Panthéon | Antoine Bauza et Bruno Cathala | Elle apporte un plateau supplémentaire (Panthéon) et des cartes supplémentaires. Les cartes violettes de base sont remplacées lorsque cette extension est jouée. |
| 2020  | 7 Wonders Duel : Agora    | Antoine Bauza et Bruno Cathala | Elle apporte un plateau supplémentaire (le Sénat), une nouvelle condition de victoire (la Suprématie Politique) et des cartes supplémentaires.                   |

## Récompenses
| Année | Cérémonie          | Catégorie                                     | État        | Références |
| ----- | ------------------ | --------------------------------------------- | ----------- | ---------- |
| 2015  | Golden Geek Awards | Jeu de cartes, Jeu à deux joueurs             | Récompensé  |            |
| 2015  | Swiss Gamers Award | Meilleur jeu                                  | Récompensé  | [ 1 ]      |
| 2015  | Tric Trac d'or     | Meilleur jeu                                  | Récompensé  |            |
| 2016  | Spiel des Jahres   | Kennerspiel des Jahres (Jeu pour connaisseur) | Recommandé  |            |
| 2016  | As d'or            | Jeu expert                                    | Sélectionné |            |
| 2016  | Gioco dell'Anno    | Jeu de l'année                                | Sélectionné |            |